# Posiłek w szkole i w domu
Posiłek w szkole i w domu – polski, wieloletni rządowy program społeczny na lata 2019–2023. 
Program został przygotowany przez rząd Mateusza Morawieckiego w Ministerstwie Rodziny, Pracy i Polityki Społecznej do realizacji we wszystkich województwach. Z budżetu państwa ma zostać wyasygnowane na ten cel 2,75 miliarda złotych. Program ma objąć 1,2 miliona osób, a adresowany jest do osób starszych, niepełnosprawnych, o niskich dochodach oraz dzieci i uczniów, wychowujących się w rodzinach będących w trudnej sytuacji. Pozostaje spójny z planem Morawieckiego.
Do realizacji przewidziano wsparcie finansowe gmin w zakresie udzielenia pomocy w formie posiłków, świadczeń pieniężnych (zasiłki celowe na żywność lub posiłki) czy rzeczowych (produkty żywnościowe). Wsparcie adresowane jest do dzieci i młodzieży, jak również osób dorosłych, które spełnią odpowiednie warunki zawarte w ustawie o pomocy społecznej. Komponentem programu jest też zapewnienie młodzieży w wieku szkolnym gorącego posiłku serwowanego w szkolnej stołówce. Właściwy wojewoda będzie mógł zwiększyć dotację do 5 procent dla gmin, które zapewnią posiłek w bezpośrednio prowadzonych przez siebie stołówkach. Wsparcie to będzie udzielane organom prowadzącym publiczne szkoły podstawowe w różnych formach. Środki te przeznaczyć będzie można np. na doposażenie i podniesienie standardu funkcjonujących już stołówek lub na adaptację na takie stołówki innych pomieszczeń.